# 1573 en santé et médecine
| Années de la santé et de la médecine : 1570 - 1571 - 1572 - 1573 - 1574 - 1575 - 1576    |
| Décennies de la santé et de la médecine : 1540 - 1550 - 1560 - 1570 - 1580 - 1590 - 1600 |

Cet article présente les faits marquants de l'année 1573 en santé et médecine.

## Divers
- 1573-1575 : voyage de Leonhard Rauwolf (1535-1596) au Levant, en quête de nouvelles espèces de simples[1].
- Début de la construction de l'hôtel-Dieu d'Arles, fondé en  1542 par l'archevêque Jean Ferrier II[2].

## Publications
- Nicolas Houël (1524-1587) publie son Traité de la peste, chez Galliot du Pré, à Paris[3].
- Ambroise Paré (1509/1510-1590) publie ses Deux livres de chirurgie, chez André Wechel, à Paris[4],[5].
- Costanzo Varolio (1543-1575) fait paraître à Padoue, chez les frères Meietti, son traité sur les nerfs optiques (De nervis opticis[6]).

## Naissances
- 28 septembre : Théodore de Mayerne (mort en 1654 ou 1655), médecin et chimiste suisse[7].
- Juan de Pablo Bonet (mort en 1633), administrateur et pédagogue espagnol, pionnier de l'éducation oraliste des sourds[8].

## Décès
- 5 mai : Philibert Sarrasin (né vers 1500), médecin français[9].
- 29 juillet : John Caius (né en 1510), médecin anglais[10].
- René Martineau (né en 1510), médecin français[11].